# 바니아 페르난드스
바니아 소피아 올링 마로트 드 히베이루 페르난드스(Vânia Sofia Olim Marote de Ribeiro Fernandes, 1985년 9월 25일 ~ )는 포르투갈의 가수이다. 유로비전 송 콘테스트 2008에서 포르투갈 대표로 참가했다.